# Српско питање
Српско питање је политички појам који обухвата историјске, државно-правне, етнополитичке и културолошке аспекте решавања разних питања која се односе на положај српског народа у целини, или на положај појединих делова српског народа у разним државама или областима.
Појам се може односити на неколико појава и процеса у историји српског народа.
- Питање о признавању српских привилегија и положају српског народа у Хабзбуршкој монархији.
- Питање о ослобођењу српског народа од турске власти и обнови српске државности, што је довело до избијања српске револуције (1804).[1]
- Питање о званичном признању устаничке Србије (1804−1813) и Кнежевине Србије, након 1815. године.
- Питање о положају ослобођених и неослобођених делова српског народа у Великој источној кризи.
- Питање о односу између српства и југословенства, односно панславизма у Краљевини Србији и међу Србима у Аустроугарској.
- Питање о ослобођењу и уједињењу Срба у балканским ратовима и Првом свјетском рату, као и аустријско супростављање српској експанзији и утицају.[2]
- Питање о положају српског народа у Краљевини СХС/Југославији, укључујући и питање о стварању Српске бановине након 1939. године.[3]
- Питање о очувању државног јединства Срба у време распада Југославије и током Југословенских ратова.[4]
- Питање о положају српског народа у државама-наследницама бивше Југославије.
- Питање о будућности српског народа у целини, посматрано из угла политичких, демографских, економских и других глобалних процеса.
- Питање о очувању статуса српског језика и српске језичке заједнице (популација четири бивше југословенске републике које су данас самосталне државе: Србија, Хрватска, Босна и Херцеговина и Црна Гора) према правилима која важе свуда у Европи.[5]